# Douc
Pour les articles homonymes, voir Douc (homonymie).
Pygathrix nemaeus
Espèce
Statut de conservation UICN

 CR A2cd+3cd+4cd : 
En danger critique
Statut CITES
Le Douc ou douc à pattes rouges (Pygathrix nemaeus) est une espèce de primates de la famille des Cercopithecidae. On l'appelle au Vietnam "le singe aux cinq couleurs" ou "le singe costumé". 
Les doucs sont menacés par le braconnage (leur fourrure colorée est convoitée, leur viande est très appréciée et  ils peuvent aussi servir d'animaux de compagnie en Asie du Sud-Est) et par la destruction de leur habitat naturel.

## Description
Pygathrix nemaeus mesure 60 cm et a une queue longue de 56 à 76 cm.

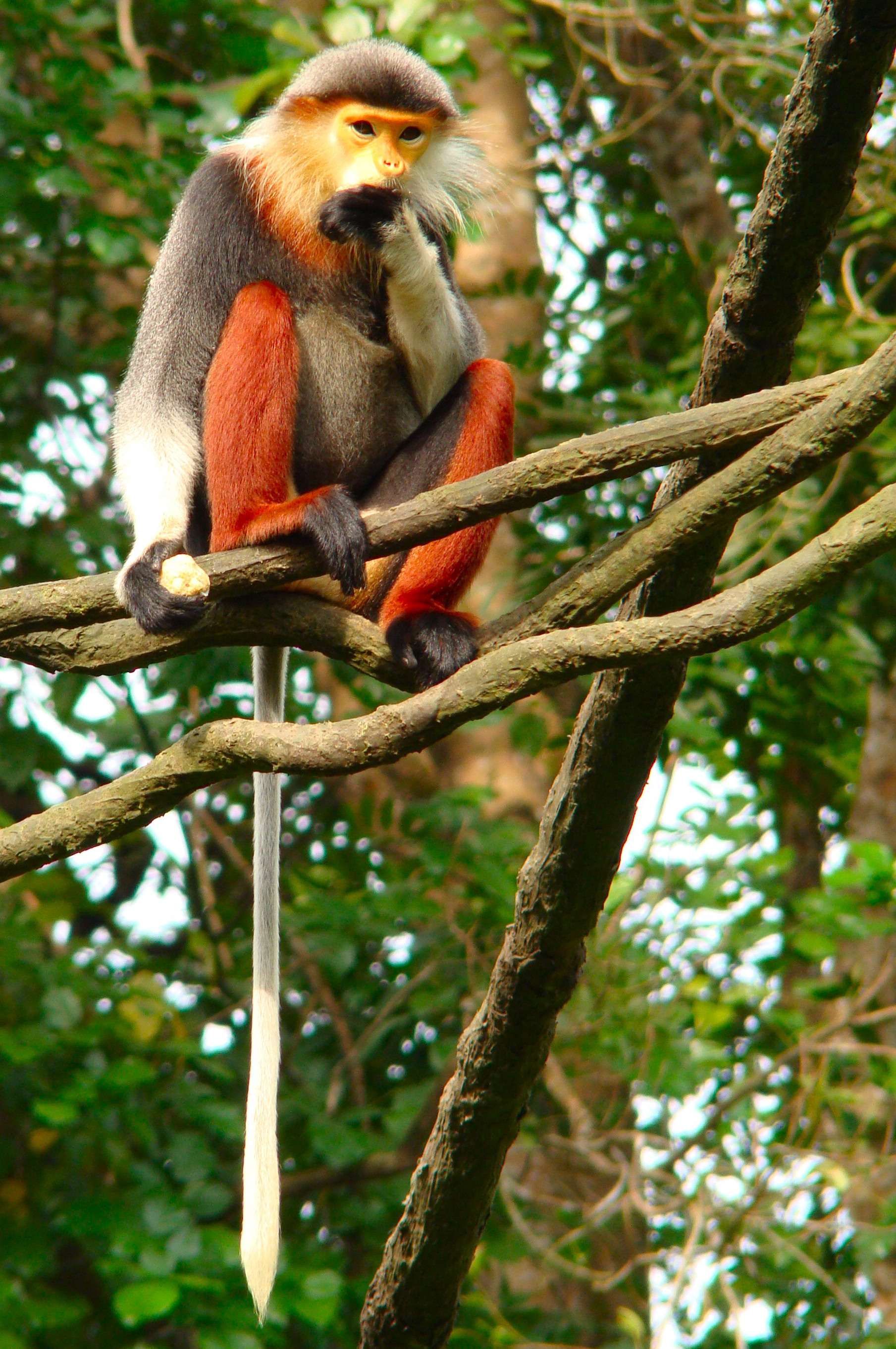
Douc à pattes rouges au zoo de Singapour

Il a un pelage bariolé de nombreuses couleurs : son dos et son ventre sont gris ; ses cuisses, ses mains et ses pieds sont noirs ; ses pattes sont marron-rouge ; sa queue et ses avant-bras sont blancs.

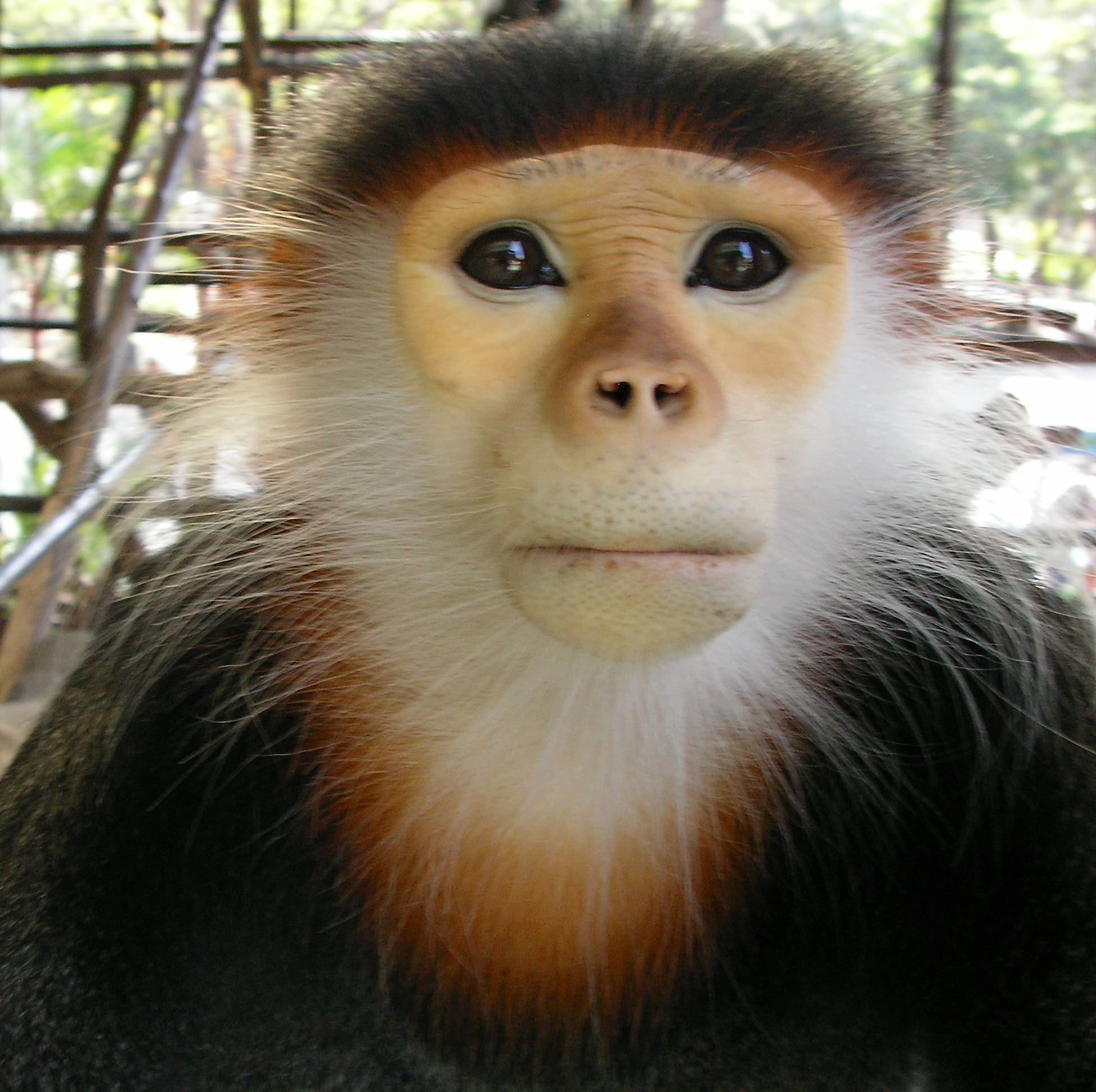
Face de Pygathrix Nemaeus, zoo de Dusit à Bangkok

Sa face est ocre avec un nez blanc ; ses paupières sont bleu-clair ; son front est noir ; ses joues et sa gorge sont blanches, 

## Répartition
Le douc à pattes rouges se rencontre au Laos et au Viêt Nam, uniquement dans les montagnes Annamites et plaines avoisinantes. 

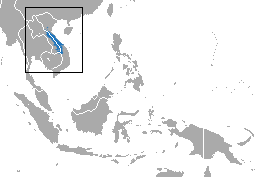
Aire de répartition du douc à pattes rouges

## Comportement

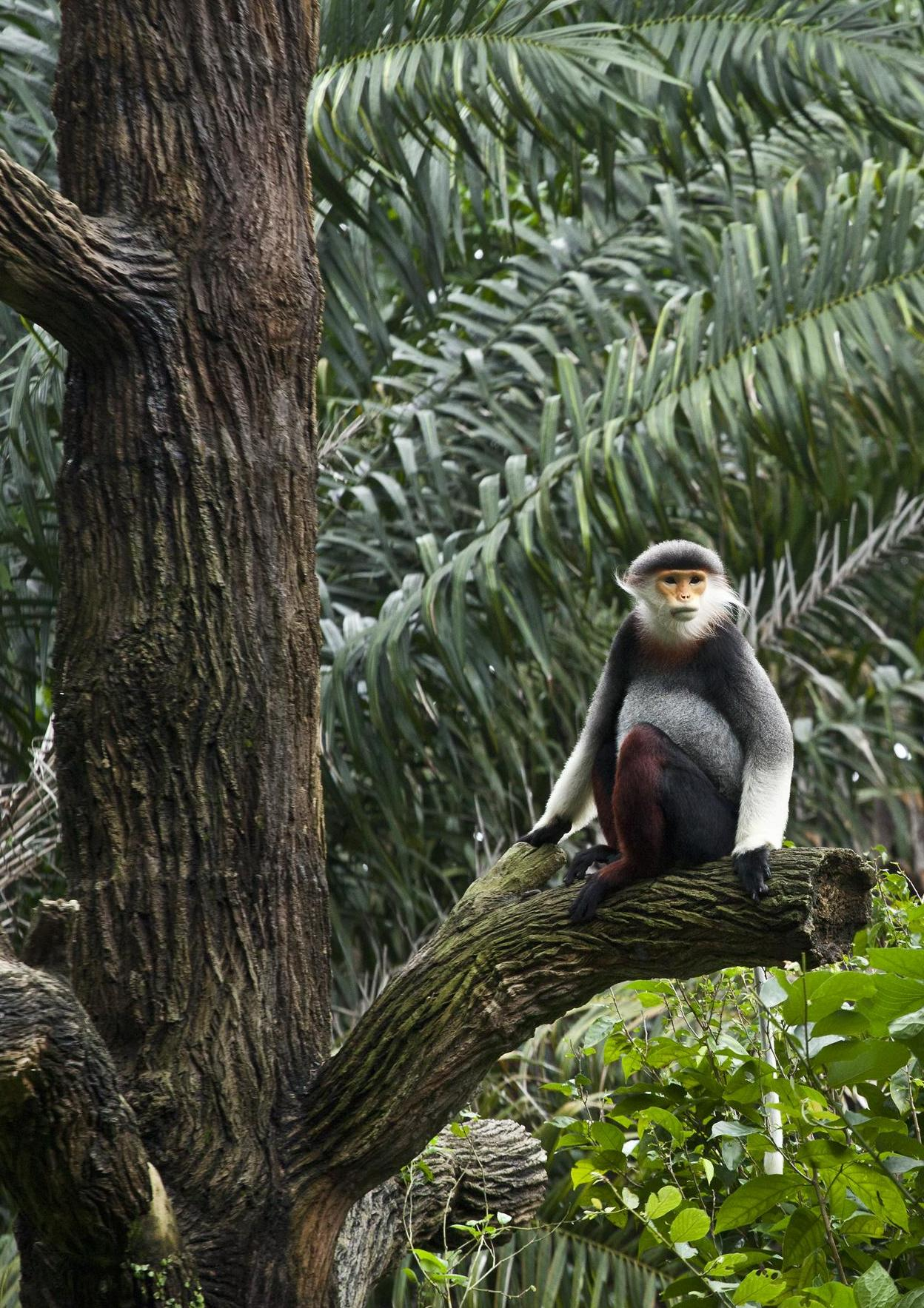

Cette espèce est diurne. Ce singe est agile et bruyant. Il vit dans les cimes des arbres de la forêt tropicale.
Les doucs à pattes rouges sont souvent par groupe mixte de 4 à 15 individus, parfois jusqu'à 50 individus, mâles et femelles.
Ces singes sont très liés entre eux, si l'un d'eux se fait tuer, les autres restent sur place.
La femelle, après une gestation de cinq mois et demi à six mois et demi, donne naissance à un petit au pelage gris et au visage noir  entre janvier et mai, période où les fruits sont les plus abondants.

## Alimentation
Ils se nourrissent de près de cinquante plantes : principalement de feuilles qui représentent 82 % de leur alimentation. Ils mangent aussi des fruits et des graines (14 % de leur alimentation) et des fleurs (4 % de leur alimentation). Les doucs ne boivent pas, l'eau qu'ils ingèrent provient uniquement de leur nourriture. Son système digestif complexe lui permet d'extraire les éléments nutritifs essentiels.